# Kevin Hart
Kevin Darnell Hart, mais conhecido como Kevin Hart (Filadélfia, 6 de julho de 1979) é um ator, comediante de stand-up, roteirista, rapper, dublador e apresentador de televisão norte-americano. Nascido e criado na Pensilvânia, Hart iniciou sua carreira vencendo várias competições de comédia amadora em clubes de toda a Nova Inglaterra, culminando no início real de sua carreira em 2001, quando foi escalado por Judd Apatow para um papel recorrente na série Undeclared. A série durou apenas uma temporada, mas lançou a carreira de Hart, que conseguiu outros papéis em filmes como Scary Movie 3 (2003), Soul Plane (2004), In the Mix (2005) e Little Fockers (2010).
A reputação cômica de Hart continuou a crescer com o lançamento de seu primeiro álbum de comédia, I'm a Grown Little Man (2008), e atuações nos filmes Think Like a Man (2012), Grudge Match (2013), Ride Along (2014) e sua sequência Ride Along 2 (2016), About Last Night (2014), Central Intelligence (2016), The Secret Life of Pets (2016), Captain Underpants: The First Epic Movie (2017), Jumanji: Welcome to the Jungle (2017) e Night School (2018).
Ele também lançou mais quatro álbuns de comédia, Seriously Funny em 2010, Laugh at My Pain em 2011, Let Me Explain em 2013 e What Now? em 2016. Em 2015, a Time Magazine nomeou Hart como uma das 100 pessoas mais influentes do mundo na lista anual da Time 100. Em setembro de 2012, apresentou o VMA na MTV e de 2013 á 2016, estrelou como ele mesmo o reality show Real Husbands of Hollywood.

## Biografia
Kevin Hart nasceu em 6 de julho de 1979 em North Philadelphia, Pennsylvania. Ele foi criado por sua mãe solteira, Nancy Hart; e tem um irmão mais velho, Robert; seu pai Henry Robert Witherspoon, é um viciado em cocaína, e estava na prisão durante a maior parte da infância de Kevin.
Kevin usou sua habilidade natural para fazer as pessoas rirem como um mecanismo de enfrentamento para lidar com suas lutas familiares e ficar fora de problemas.
Depois de estudar em George Washington High School em Northeast Filadélfia e Universidade de Temple por cerca de dois anos, ele se mudou para Nova York para estudar no Community college, se formar dois anos depois. Ele então se mudou para Brockton, Massachusetts, e encontrou trabalho como vendedor de sapatos. Ele começou a perseguir uma carreira como comediante, para fazer stand-up após a realização de uma noite de amadores em um clube na Filadélfia.

## Carreira
Hart começou a entrar em competições de comédia em toda Massachusetts. Foi em 2000 que foi chamado pela primeira vez para se estrear no mundo da televisão interpretando um papel na série Undeclared. A série durou apenas uma temporada. Logo após o fim da série, Hart começou a interpretar outros papéis em filmes tal como Paper Soldiers (2002), Todo Mundo em Pânico 3 (2003), Soul Plane (2004), In the Mix (2005) e Little Fockers (2010).
Também atuou em filmes com grandes atores, como por exemplo em Think Like a Man (2012), Grudge Match (2013), É o Fim (2013), Ride Along (2014), Sobre Ontem à Noite (2014), The Wedding Ringer (2015) e Get Hard (2015).

## Influências
Hart citou Bill Cosby, Chris Rock, Eddie Murphy, George Carlin, Jerry Seinfeld, Dave Chappelle, Richard Pryor, Patrice O'Neal e Keith Robinson como suas inspirações na comédia.

## Vida pessoal

### Casamentos
Kevin e Torrei Hart se divorciaram em fevereiro de 2010, citando diferenças irreconciliáveis como a razão do término. Hart solicitou a guarda conjunta de seus dois filhos, uma menina e um menino. O divórcio foi oficializado em novembro de 2011.
Em 18 de agosto de 2014, Hart iniciou um relacionamento com Eniko Parrish. Eles se casaram em 13 de agosto de 2016, perto de Santa Barbara. O filho deles nasceu em 2017. Em 15 de dezembro de 2017, Hart admitiu publicamente ter traído sua esposa enquanto ela estava grávida de seu filho.

### Fortuna
Hart faturou cerca de US$ 32,5 milhões em 2017.

### Questões legais
Hart foi preso em 14 de abril de 2013 por suspeita de dirigir embriagado depois que seu Mercedes preto quase colidiu com um caminhão-tanque em uma rodovia no sul da Califórnia. Hart falhou no teste de bafômetro e foi detido por DUI. Em 5 de agosto de 2013, Hart foi condenado a três anos em liberdade condicional, depois de não contestar a acusação de dirigir sob o efeito de álcool.

### Saúde
Em 1 de setembro de 2019, Hart dirigia um Plymouth Barracuda 1970 que desviou da estrada Mulholland Highway e desceu um aterro perto de Calabasas, na Califórnia. Ele e o passageiro sofreram "graves lesões nas costas" e foram levados para hospital. Hart teve alta do hospital dez dias depois, e continuou a recuperação em uma instalação de reabilitação.
Hart é um cristão praticante e falou abertamente de sua fé.

## Filmografia
| Filme | Filme                          | Filme                   |
| Ano   | Título                         | Personagem              |
| ----- | ------------------------------ | ----------------------- |
| 2002  | Paper Soldiers                 | Shawn                   |
| 2003  | Scary Movie 3                  | CJ                      |
| 2004  | Along Came Polly               | Vic                     |
| 2004  | Soul Plane                     | Nashawn Wade            |
| 2005  | The 40-Year-Old Virgin         |                         |
| 2005  | In the Mix                     | Busta                   |
| 2006  | Scary Movie 4                  | CJ                      |
| 2007  | Epic Movie                     | Silas                   |
| 2008  | Fool's Gold                    | Bigg Bunny              |
| 2008  | Drillbit Taylor                |                         |
| 2008  | Superhero Movie                | Trey                    |
| 2008  | Meet Dave                      | Número 17               |
| 2009  | Not Easily Broken              |                         |
| 2010  | Death at a Funeral             | Brian                   |
| 2012  | Think Like a Man               | Cedric                  |
| 2013  | Grudge Match                   | Dante Slate, Jr         |
| 2013  | É o Fim                        | Ele mesmo               |
| 2014  | Ride Along                     | Ben Barber              |
| 2014  | About Last Night               | Bernie                  |
| 2014  | Think Like a Man Too           | Cedric                  |
| 2014  | School Dance                   | OG Pretty Lil' Thug     |
| 2014  | Top Five                       | Charles                 |
| 2015  | The Wedding Ringer             | Jimmy                   |
| 2015  | Get Hard                       | Darnell Lewis           |
| 2016  | Ride Along 2                   | Ben Barber              |
| 2016  | Central Intelligence           | Calvin Joyner           |
| 2016  | The Secret Life of Pets        | Snowball (voz)          |
| 2016  | Kevin Hart: What Now?          | Ele mesmo               |
| 2017  | Captain Underpants             | George Beard (voz)      |
| 2017  | Jumanji: Welcome to the Jungle | Moose Finbar / Fridge   |
| 2018  | Remake de The Intouchables     | Driss                   |
| 2018  | Night School                   | Teddy Walker            |
| 2019  | The Secret Life of Pets 2      | Snowball (voz)          |
| 2019  | Hobbs & Shaw                   | Dinkley (Participação)  |
| 2019  | Jumanji: The Next Level        | Franklin "Mouse" Finbar |
| 2021  | Fatherhood                     | Matthew Logelin         |
| 2022  | The Man from Toronto           |                         |

| Televisão     | Televisão                                  | Televisão     | Televisão                                       |
| Ano           | Serie ou Programa                          | Papel         | Notas                                           |
| ------------- | ------------------------------------------ | ------------- | ----------------------------------------------- |
| 2002-2003     | Undeclared                                 | Luke          | 3 episódios                                     |
| 2002-2004     | Tough Crowd with Colin Quinn               | Ele mesmo     | 8 episódios                                     |
| 2004          | The Big House                              | Kevin         | 5 episódios                                     |
| 2004          | Comedy Central Presents                    | Ele mesmo     | Stand-up special                                |
| 2005          | Barbershop                                 | James Ricky   | 3 episódios                                     |
| 2005-2006     | Jake In Progress                           | Nugget Dawson | 2 episódios                                     |
| 2006          | Love, Inc.                                 | James         | 2 episódios                                     |
| 2006          | Help Me Help You                           | Kevin         | Episódio: "Raging Bill"                         |
| 2007          | All of Us                                  | Greg          | Episódio: "The B-R-E-A-K-U-P"                   |
| 2007          | Wild 'n Out                                | Vários        | 21 episódios                                    |
| 2009          | Party Down                                 | Dro Grizzle   | Episódio: "Taylor Stiltskin Sweet Sixteen"      |
| 2009          | Kröd Mändoon and The Flaming Sword of Fire | Zezelryck     | 6 episódios                                     |
| 2009          | Kevin Hart: I'm a Grown Little Man         | Ele mesmo     | Stand-up special                                |
| 2010          | Kevin Hart: Seriously Funny                | Ele mesmo     | Stand-up special                                |
| 2010          | Cubed                                      | Segurança     | Episódio: "2.10"                                |
| 2011-2012     | Modern Family                              | Andre         | 2 episódios                                     |
| 2011          | BET Awards 2011                            | Apresentador  | Especial de TV                                  |
| 2012          | Workaholics                                | Kevin         | Episódio: "To Kill a Chupacabraj"               |
| 2012          | 2012 MTV Video Music Awards                | Apresentador  | Especial de TV                                  |
| 2013-presente | Real Husbands of Hollywood                 | Ele mesmo     | Também co-criador, escritor, produtor executivo |
| 2013          | Second Generation Wayans                   | Ele mesmo     | Episódio: "The Arrival"                         |
| 2013-2015     | Saturday Night Live                        | Apresentador  | 2 episódios                                     |
| 2015          | Comedy Central Roast of Justin Bieber      | Apresentador  | Especial de TV                                  |
| 2016          | Lip Sync Battle                            | Ele mesmo     | Kevin Hart vs Olivia Munn                       |

| Videos Musicais | Videos Musicais                    | Videos Musicais | Videos Musicais |
| Ano             | Música                             | Artista         | Papel           |
| --------------- | ---------------------------------- | --------------- | --------------- |
| 2011            | "Booty Wurk (One Cheek at a Time)" | T-Pain          | Ele mesmo       |
| 2018            | ''Kevin's Hart''                   | J.Cole          | Ele mesmo       |

## Prêmios e indicações
| Ano  | Prêmio                        | Categoria                            | Filme/Serie                                               | Resultado |
| 2004 | Teen Choice Award             | Choice Breakout TV Star - Male       | The Big House                                             | Indicado  |
| 2012 | BET Award                     | Melhor ator                          | Kevin Hart: Laugh at My Pain                              | Venceu    |
| 2012 | Teen Choice Award             | Escolha do filme: Male Scene Stealer | Think Like a Man                                          | Indicado  |
| 2012 | Teen Choice Award             | Escolha Filmeː Hissy Fit             | Think Like a Man                                          | Indicado  |
| 2014 | BET Award                     | Melhor ator                          | Ride Along, Real Husbands of Hollywood, About Last Night  | Indicado  |
| 2014 | NAACP Image Award             | Melhor Série de Comédia              | Real Husbands of Hollywood                                | Venceu    |
| 2014 | NAACP Image Award             | Melhor Ator em Série de Comédia      | Real Husbands of Hollywood                                | Venceu    |
| 2014 | NAACP Image Award             | Entertainer of the Year              | Entertainer of the Year                                   | Venceu    |
| 2014 | MTV Movie Award               | Melhor Performance                   | Ride Along                                                | Indicado  |
| 2014 | MTV Movie Award               | Melhor Dupla (com Ice Cube )         | Ride Along                                                | Indicado  |
| 2014 | Acalpulco Black Film Festival | Artista do Ano                       | Kevin Hart: Let Me Explain, This Is the End, Grudge Match | Venceu    |
| 2014 | Teen Choice Award             | TV escolha: Reality Show             | Real Husbands of Hollywood                                | Indicado  |
| 2014 | Teen Choice Award             | Escolha Ator do filme: Comédia       | Ride Along                                                | Venceu    |
| 2014 | Teen Choice Award             | Escolha: Comediante                  | Escolha: Comediante                                       | Venceu    |
| 2015 | NAACP Image Award             | Melhor Série de Comédia              | Real Husbands of Hollywood                                | Indicado  |
| 2015 | NAACP Image Award             | Melhor Ator em Série de Comédia      | Real Husbands of Hollywood                                | Indicado  |
| 2015 | MTV Movie Award               | Melhor Performance                   | The Wedding Ringer                                        | Indicado  |
| 2015 | MTV Movie Award               | Premioː Comedic Genius               | Premioː Comedic Genius                                    | Venceu    |
| 2015 | Teen Choice Award             | Escolha: Comediante                  | Escolha: Comediante                                       | Indicado  |